# 胡慧融
胡慧融（?—?），廣東省廣州府順德縣人，清朝政治人物、同進士出身。
光緒二十年（1894年），参加光緒甲午科殿試，登進士三甲95名。同年五月，著交吏部掣签分发各省，以知县即用，后改廉州府教授。